# 马尔滕·斯特克伦堡
马尔滕·斯特克伦堡（荷蘭語：Maarten Stekelenburg，發音：[ˈmaːrtə(n) ˈsteːkələ(m)ˌbʏr(ə)x]；1982年9月22日—），荷蘭足球運動員，司職門將，乃荷甲傳統勁旅阿積士青訓產品。曾效力意甲球會羅馬，2013年6月轉投英超球會富勒姆。他曾被廣泛認為是荷蘭著名門將雲達沙的接班人。

## 生平

### 球會
阿積士
史迪基倫堡早年是在荷蘭一些小型球會接受訓練，十五歲時始加盟荷蘭班霸阿積士。他於2002年2月24日一場聯賽中正式在一隊登場。其後他出場漸多，其間比較重要的獎項，乃2004年荷甲聯賽冠軍。
羅馬
2011年8月2日，羅馬以600萬歐元從阿積士簽入荷蘭國家隊門將史迪基倫堡，合約為期四年。該協議包括附加條款，如史迪基倫堡再轉球會，阿積士會再獲款項支付，及如果羅馬得到歐洲冠軍聯賽參賽資格，阿積士會再有獎金。
富咸
2013年6月5日，富咸從羅馬簽入史迪基倫堡，合約為期四年，轉會費金額並無透露。是次令史迪基倫堡與富咸領隊马丁·乔尔繼2009/10球季於阿積士後再次合作。
修咸頓
2015年6月23日，修咸頓從富咸借入史迪基倫堡，借約一年。
愛華頓
史迪基倫堡是在2016年夏天從富咸加盟愛華頓。
阿積士
2020/21赛季，史迪基倫堡自由转会签约加盟老东家阿積士，合同为期一年。

### 國家隊
他第一次代表國家隊乃2004年9月3日對賽列支敦士登大勝3-0的賽事。2006年世界杯他獲國家隊選中出賽決賽週，但不過是副選。2008年9月對澳洲的一場友誼賽，史迪基倫堡因侵犯乔舒亚·肯尼迪被逐離場，是歷來首領紅牌的荷蘭國家隊門將。在雲達沙宣佈退出國家隊後，史迪基倫堡成為荷蘭首席門將，獲選參加2010年世界盃。
史迪基倫堡在2010年世界盃成名，帶領球隊殺入决赛。2010年世界盃後，史迪基倫堡一度和紅魔扯上關係。
2020年歐洲國家盃史迪基倫堡以38歲之齡仍受召入隊。2021年8月13日，在荷兰于2020年歐洲國家盃16强出局后，史迪基倫堡正式宣布退出国家隊。

## 榮譽
阿積士
- 荷甲聯賽冠軍：2003/04、2010/11、2020/21、2021/22
- 荷蘭盃冠軍：2006年、2007年、2010年、2021年
- 告魯夫盾冠軍：2003年、2007年、2008年

荷蘭國家隊
- 世界盃亞軍：2010年

## 外部連結
- Maarten Stekelenburg – FIFA國際賽競賽紀錄 (存檔)
- Official Ajax profile
- （荷兰文） Wereld van oranje.nl Profile
- National Football Teams （页面存档备份，存于）